# Бах, Эрих фон дем
 Эрих фон дем Бах (нем. Erich Julius Eberhard von dem Bach, урожд. фон Зелевски, с 1925 года фон дем Бах-Зелевски; в 1940—1945 годах фон дем Бах; 1 марта 1899, Лемборк или Германия — 8 марта 1972, Мюнхен) — обергруппенфюрер СС, генерал полиции и генерал войск СС.

## Происхождение
Родился в семье польского землевладельца фон Зелевски (von Zelewski). В 1939 году принял фамилию фон дем Бах, официально отказавшись от кашубской фамилии Желевский (Żelewski). Сестра фон дем Баха, Ванда Хедвиг Матильда фон Зелевски (1892—1987), вышла замуж за скрипача-еврея Овсея Швиффа и в 1936 году вместе с мужем эмигрировала в Бразилию, где работала медсестрой.

## Военная служба
В декабре 1914 года в 15 лет поступил добровольцем в 176-й пехотный полк. В августе 1915 года награждён Железным крестом 2-й степени. 1 марта 1916 года в день 17-летия произведён в лейтенанты. В сентябре 1918 года награждён Железным крестом 1-й степени. Командовал ротой. Получил знак за ранение в ходе газовой атаки.
После войны служил в пограничной страже, затем в 4-м пехотном полку рейхсвера. В феврале 1924 года лейтенант фон Зелевски был уволен из рейхсвера в запас. До 1928 года подвизался на различных работах, пока не унаследовал родительское имение.

## Карьера в СС
В феврале 1930 года фон Зелевски вступил в НСДАП (билет № 489 101), с 15 февраля 1931 года — в СС (билет № 9 831). 20 июля 1931 года получил звание штурмфюрера СС.
С февраля 1931 года — командир 27-го штандарта СС (Франкфурт-на-Одере). С декабря 1931 — штурмбаннфюрер СС, с июля 1932 года — депутат рейхстага и командир XIXX абшнита СС, с 12 февраля 1934 года — VII абшнита. Последовательно руководил оберабшнитами СС «Северо-Восток» и «Юго-Восток». С сентября 1932 — штандартенфюрер СС, с октября 1932 — оберфюрер СС. С декабря 1933 — бригадефюрер СС , с июля 1934 — группенфюрер СС.
Участвовал в Ночи длинных ножей.
После прихода к власти нацистов руководил полицией и СС в области Юго-Восток (Бреслау). В 1940 году по инициативе его подчинённого инспектора полиции безопасности Арпада Виганда был создан концлагерь Освенцим близ одноимённого города.

### Вторая мировая война
С июня 1941 года — высший руководитель СС и полиции в Центральной России и Белоруссии. С ноября 1941 года — обергруппенфюрер СС и генерал полиции. В октябре 1942 года был назначен «уполномоченным рейхсфюрера СС по борьбе с бандами».

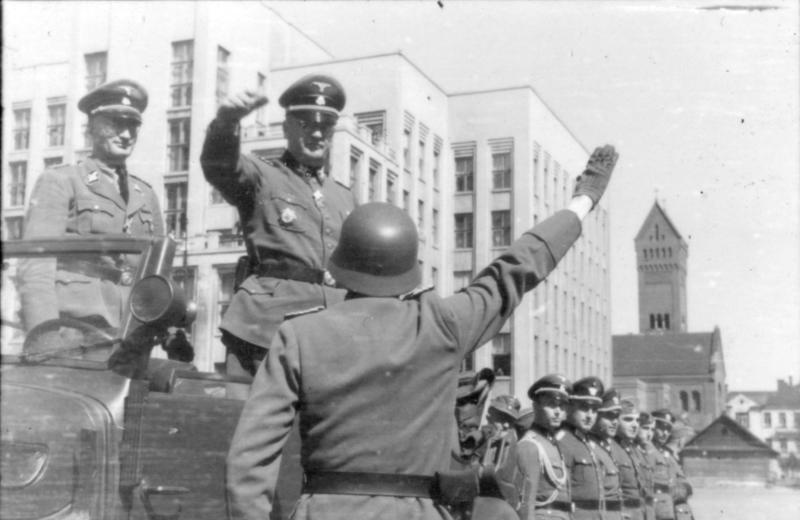
Минск, 1943 г., генерал полиции фон дем Бах принимает парад перед Домом правительства

Летом 1943 года немецкое военное соединение в составе жандармерии (10000 человек), артиллерии, 50 танков и 27 самолётов под общим руководством Бах-Зелевского предприняло широкомасштабную антипартизанскую карательную акцию на Волыни, которая называлась операция «Зейдлиц». Летнее наступление Бах-Залевского, так и не приведшее к восстановлению контроля над этой частью территории Украины, было свёрнуто.
В августе — ноябре 1944 года командовал корпусной боевой группой «Фон дем Бах», подавлявшей восстание поляков в Варшаве. В ходе восстания и последовавших за ним репрессий было убито около 200 тыс. чел. 30 сентября 1944 года награждён Рыцарским крестом. По распоряжению фон дем Баха в конце августа 1944 года был расстрелян командир 29-й гренадерской дивизии при СС (русской № 1) бригадефюрер Каминский, а также начальник штаба той же дивизии оберштурмбаннфюрер Шавякин (бывший капитан Красной Армии), начальник медицинской службы дивизии доктор Забора и шофёр. Было объявлено, что они убиты польскими партизанами.
С ноября 1944 года до начала февраля 1945 года — командующий 14-м армейским корпусом СС, затем 10-м армейским корпусом СС, с февраля 1945 года — корпусом «Одер».
Дневник
Фон дем Бах вёл дневник, проливающий свет на его представления о морали. Дневник полон жалоб на препятствия в работе по массовому уничтожению людей, вызванные некомпетентностью офицеров вермахта и СС и на ошибочные решения вышестоящих органов. Из дневника видно представление о себе как о неравнодушном носителе исторической миссии, который пытается как можно лучше выполнять работу перед лицом фюрера, рейхсфюрера СС и себя самого. Самое большое неприятие вызывают действия лиц, совершающиеся ради собственной выгоды, то есть во вред общей миссии. Сам он работает самозабвенно и без устали.

### После Второй мировой войны
С конца апреля 1945 года находился в заключении. В 1946 году был главным свидетелем обвинения на Нюрнбергском процессе против главных военных преступников. В своих показаниях дал очень важные сведения, разоблачавшие нацистское мировоззрение, планы убийства миллионов беззащитных людей. Утверждал, что антипартизанские операции на оккупированной территории СССР проводились в основном войсками вермахта, поскольку подразделения СД и полиции были малочисленны. После этих выступлений подсудимые объявили его предателем, так, Герман Геринг кричал на него прямо со скамьи подсудимых: «Грязная, проклятая, предательская свинья! Отвратительная вонючка! Он был самым проклятым убийцей во всей этой чертовой компании! Грязная отвратительная собака!»
При этом фон дем Бах заявил, что именно он передал Герингу ампулу с ядом, так как тот не хотел умереть на виселице.
В марте 1951 года Главный суд по денацификации (Мюнхен) приговорил его к 10 годам принудительных работ. Пять лет ему уже засчитали, а оставшиеся пять лет он так и не отсидел. Фон дем Бах устроился ночным сторожем в Нюрнберге.
В декабре 1958 года он был вновь арестован властями ФРГ и в 1961 году приговорен к 4,5 годам заключения, но не за военные преступления на оккупированной территории Советского Союза, а за убийство в Кенигсберге одного эсэсовца в «Ночь длинных ножей» в 1934 году. В 1962 году был также осуждён за убийство шести коммунистов в 1933 году к пожизненному заключению. Фон дем Бах скончался в тюремной больнице в Мюнхене 8 марта 1972 года.

## Награды
- Железный крест (1914) 2-го класса (5 августа 1917) (Королевство Пруссия)
- Железный крест (1914) 1-го класса (25 сентября 1918) (Королевство Пруссия)
- Нагрудный знак «За ранение» (1918) чёрный (Германская империя)
- Силезский орёл (Веймарская республика)
- Почётный крест Первой мировой войны 1914/1918 с мечами (1934)
- Данцигский крест 1-го класса
- Спортивный знак СА
- Спортивный знак Германского рейха в серебре
- Знак слёта СА в Брауншвейге 1931 года
- Золотой партийный знак НСДАП (1939)
- Пряжка к Железному кресту (1939) 2-го класса (31 августа 1941)
- Пряжка к Железному кресту (1939) 1-го класса (20 мая 1942)
- Немецкий крест в золоте (23 февраля 1943)
- Рыцарский крест Железного креста (30 сентября 1944)
- Крест «За военные заслуги» (1939) 2-го и 1-го класса с мечами
- Упоминание в Вермахтберихт (1 октября 1944)
- Нагрудный знак «За борьбу с партизанами» в серебре (ноябрь 1944)